# 拉德 (伊利諾伊州)
拉德（英語：Ladd）是位於美國伊利諾伊州比羅縣的一個村落。

## 地理
拉德的座標為41°22′53″N 89°12′58″W / 41.38139°N 89.21611°W，而該地最高點為海拔高度198米（即650英尺）。

## 人口
根據2010年美國人口普查的數據，拉德的面積為3.10平方千米，當中陸地面積為3.10平方千米，而水域面積為0.00平方千米。當地共有人口1295人，而人口密度為每平方千米417人。